# Félix Viallet (industriel)
Pour les articles homonymes, voir Félix Viallet et Viallet.
Félix Viallet né le 30 octobre 1839 à Grenoble et mort le 17 avril 1910 à Voiron, est un industriel dans le secteur de l'hydroélectricité qui a été maire de Grenoble du 17 mai 1908 au 17 avril 1910. Dans l'histoire industrielle grenobloise, son patronyme est resté attaché à celui de son principal associé, Joseph Bouchayer.

## Parcours industriel
La famille de Félix-Antoine-Justin Viallet est originaire du plateau Matheysin au sud de Grenoble. Son père, Pierre, est entrepreneur et a épousé Catherine Gaillard. Le jeune Félix fait de brillantes études littéraires à Grenoble, latiniste, helléniste, il sort par la suite diplômé de l'école Centrale des Arts et Manufactures de Paris en 1861, et se marie avec Berthe Calvat le 26 septembre 1871 avec qui il aura trois fils et une fille.

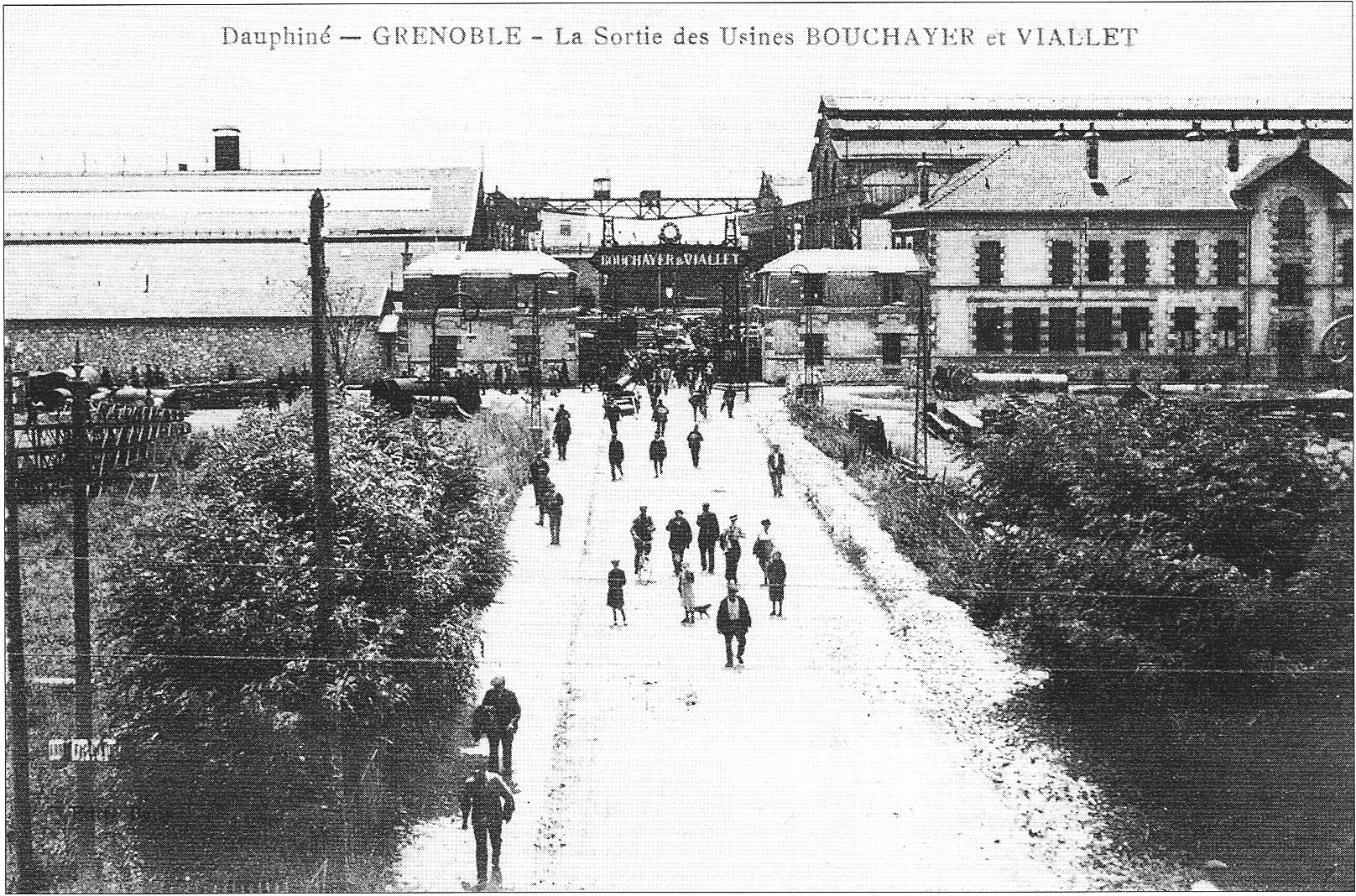
Sortie de l'usine Bouchayer-Viallet

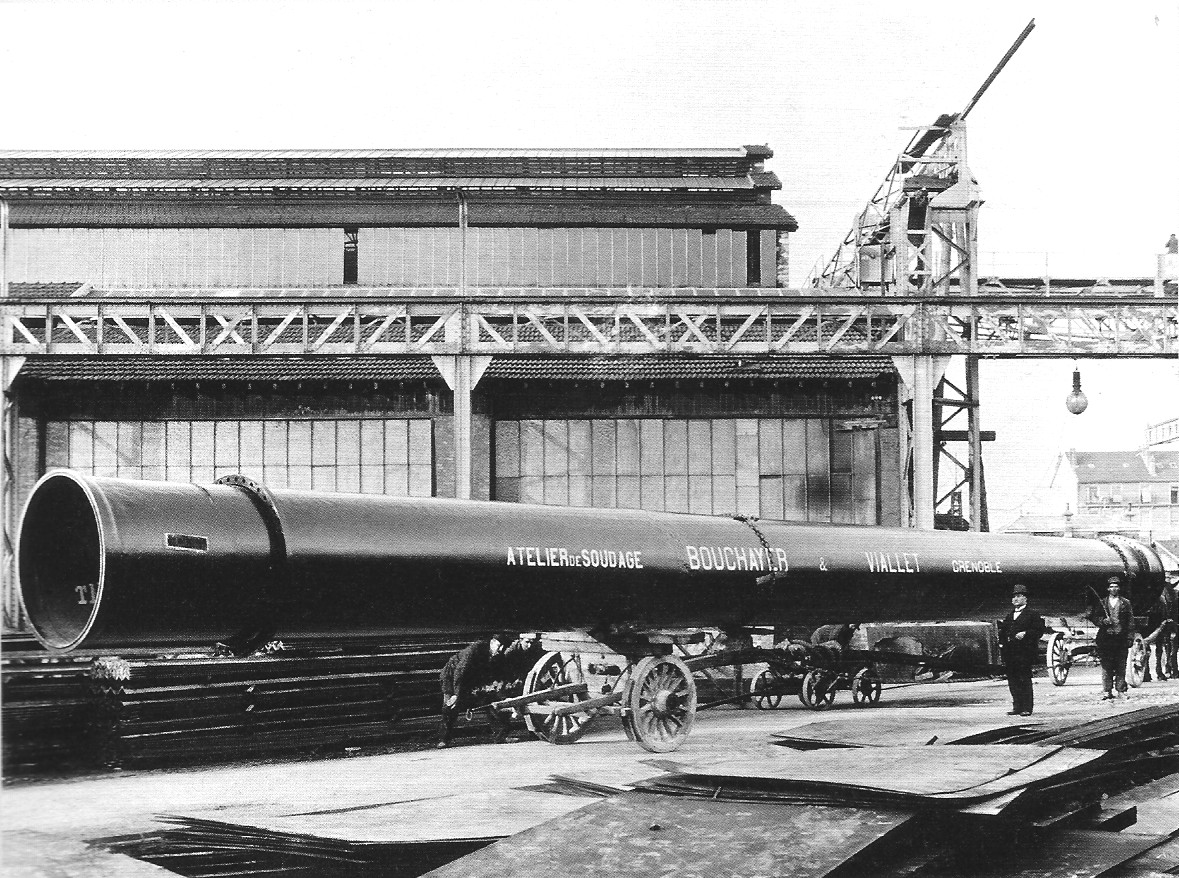
Conduite forcée Bouchayer-Viallet

En 1870, il s'associe avec un autre industriel de la ville, Joseph Bouchayer, installé de son côté depuis 1868 rue de Vizille, et créent ensemble une société en nom collectif, les Ateliers de construction Bouchayer et Viallet. Leur mise de fonds est de 80 000 francs répartis à parts égales et l'acte officiel précise que l'objet de la société est la construction et l'installation d'appareils de chauffage et de ventilation, la construction et l'exploitation d'usines à gaz, l'exploitation d'une fonderie de fer. La fabrication de tuyaux et de conduits qui fera la renommée de leur société n'est pas mentionnée dans l'acte puisque l'activité débute vers 1880. Grâce à l'apport de capitaux de Félix Viallet, la société Bouchayer et Viallet s'installe sur un terrain de 13 000 m2 le long de l'avenue de la gare, une artère ouverte douze ans auparavant pour desservir la gare ferroviaire.
L'association des deux hommes est féconde, on associe à Joseph Bouchayer la prudence, le travail sur le tas, le culte du bas de laine, et à Félix Viallet, la culture, un talent d'orateur et sa clairvoyance. C'est d'ailleurs à l'initiative de Félix Viallet qu'ils envisagent d'investir dans les sociétés productrices d'électricité, ce qui va apporter à l'affaire une influence certaine pour l'obtention de commandes. 
En 1896, ils acquièrent un nouveau terrain rectangulaire de 13 800 m2 situé au bout du cours Berriat à Grenoble, entre les digues du Drac et le chemin des 120 toises, afin de construire de nouveaux bâtiments industriels.
Le 25 juin 1895, les deux hommes associés à une douzaine d'hommes d'affaires dont le banquier Georges Charpenay, créent une autre société, la Société des forces Motrices et Usines de l'Arve dont l'objet est la construction, la location, la vente et l'exploitation d'usines à force puissantes, destinées à l'électrolyse. Félix Viallet en devient le président du conseil d'administration. L'inauguration de l'équipement hydroélectrique et de l'usine a lieu en mai 1897. Mais l'année suivante en janvier, son principal associé Joseph Bouchayer meurt à l'âge de 62 ans au moment où les ateliers de construction Bouchayer et Viallet comptent déjà 300 ouvriers. À ce moment, Félix Viallet âgé de 59 ans a déjà pris une certaine distance avec ses établissements et possède d'autres centres d'intérêt. De plus, associée à parts égales à l'origine, sa famille ne peut rivaliser avec les Bouchayer, ni en nombre ni par leur talent. Les actionnaires Viallet, dont son fils Maurice, deviennent peu à peu minoritaires à chaque renouvellement des conventions de société au profit de la famille Bouchayer. Mais, souhaitant que la nouvelle génération prenne les rênes de l'entreprise, Félix Viallet ne cherche pas à s'imposer à la direction. Pour une courte période de transition, c'est Eugène, le frère cadet de Joseph Bouchayer qui va diriger l'entreprise de chaudronnerie, puis la laisser bien vite entre les mains d'Aimé Bouchayer, le fils aîné.
La société servira temporairement de fabrique d'obus durant la Première Guerre mondiale, grâce à son approvisionnement hydraulique. Le groupe emploie 3000 personnes, dix fois plus, en 1918. Aimé Bouchayer fonde, après la guerre de 14-18, l’Association des Producteurs des Alpes Françaises (APAF) qui réunira jusqu’à sept cents industriels. Féru de recherche, Auguste Bouchayer obtient dans les années 1920, le titre de meilleur hydraulicien de France en raison de ses travaux sur les conduites forcées et joue un rôle de précurseur en matière de technique qui consiste à utiliser l’énergie des centrales thermiques produite en période creuse pour remonter l’eau du bassin aval des centrales hydro-électriques vers la réserve en amont.

## Parcours politique

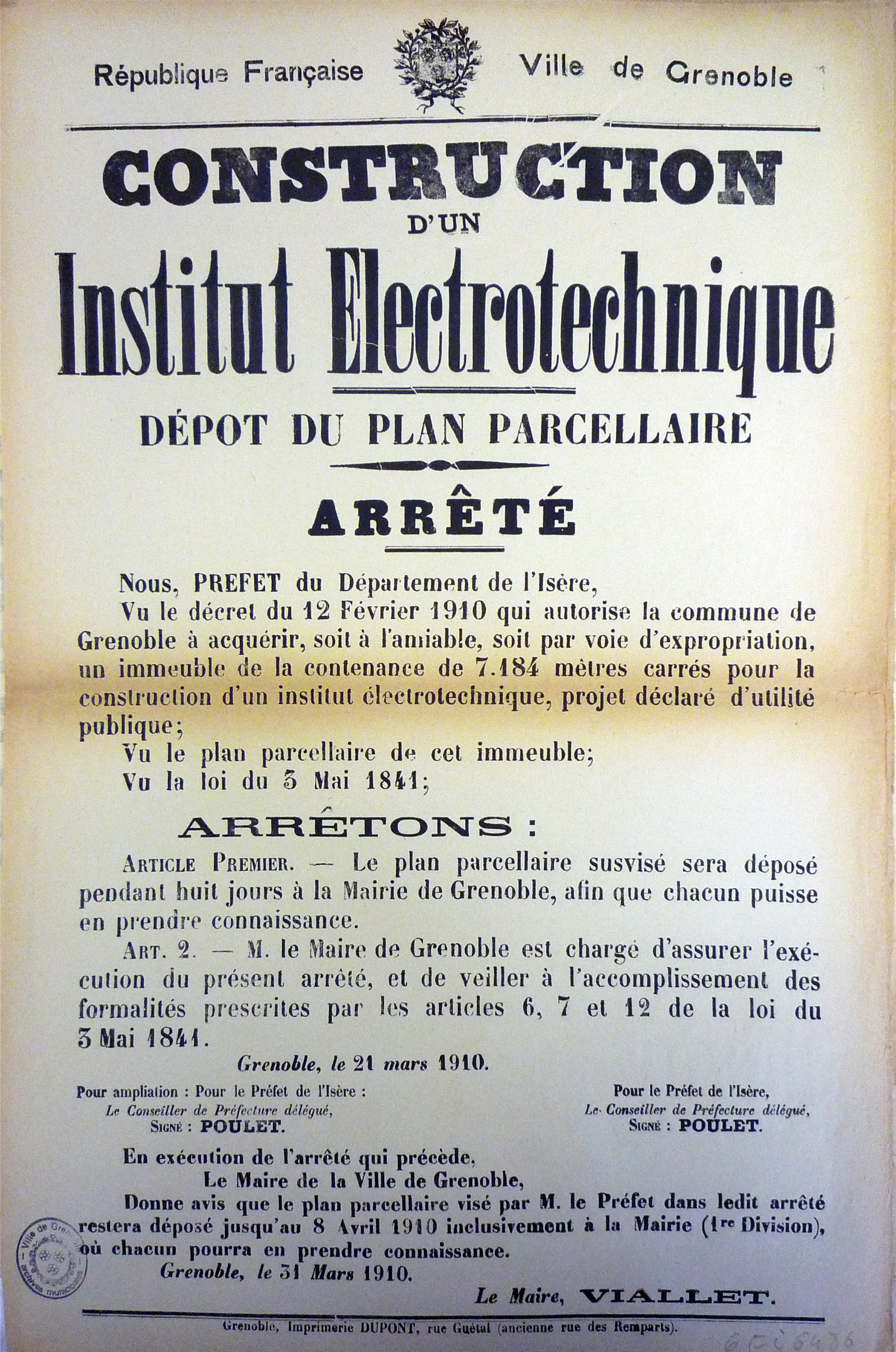
Création de l'Institut électrotechnique en mars 1910

Félix Viallet qui demeure au 6 rue de la Liberté à Grenoble est aussi un excellent alpiniste et fonde la section iséroise du Club alpin français.
Parallèlement à son activité industrielle, Félix Viallet est juge au tribunal de commerce de 1878 à 1887 puis est attiré par la vie politique grenobloise. Il devient à 48 ans adjoint au maire du 13 mai 1888 au 8 mai 1892 sous la mandature d'Auguste Gaché, mais également quatre ans plus tard du 10 mai 1896 au 6 mai 1900 sous le mandat de Stéphane Jay et parvient enfin au poste de maire à la suite de l'élection du 10 mai 1908. Inscrit sur la liste de l'Action libérale, il est élu maire dans la séance du 17 mai 1908 par une écrasante majorité de 35 voix en sa faveur contre 1 voix pour son adversaire, Nestor Cornier et prend ainsi la suite de son prédécesseur Charles Rivail. Malheureusement, sa femme Berthe morte le 21 décembre 1897 à l'âge de 66 ans ne le verra pas maire. En marge de son activité de maire, Félix Viallet devient l'un des administrateurs de la Société des lignes électriques le 3 décembre 1908 dont l'objet est de construire et d'exploiter une ligne électrique de 60 000 volts dans les Alpes, avec un siège situé 2 rue du lycée à Grenoble.

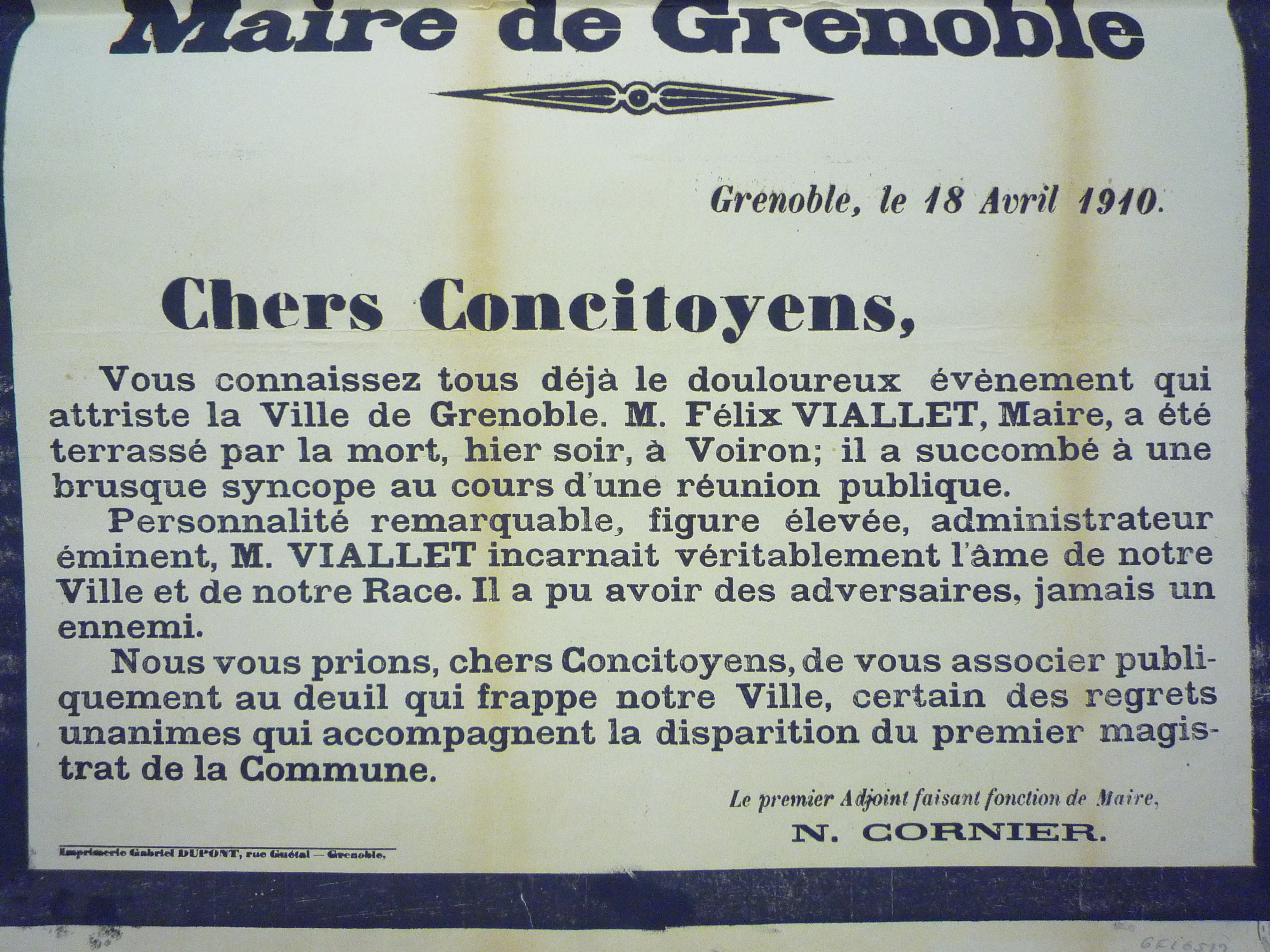
Affiche du décès de Félix Viallet

Outre le parachèvement du réseau électrique de la ville, la principale réalisation de son mandat a été l'aménagement en 1909 par l'architecte Jean Ginet du Jardin des dauphins tel qu'on le connaît actuellement, ainsi que la construction des immeubles de la récente rue Félix-Poulat. Il participe également au montage du dossier administratif et financier de la construction du nouvel hôpital civil. C'est également sous sa mandature en 1910 que s'achève le transfert de l'hôpital militaire du centre ville à La Tronche, que démarrent les chantiers du nouvel Institut d'électrotechnique sur l'avenue de la gare et celui de l'école des arts industriels dans la rue Lesdiguières, à la suite du legs de 700 000 francs de mademoiselle Berthe de Boissieux.
Mais Félix Viallet ne va pas terminer son mandat. Souhaitant se présenter aux prochaines élections législatives, il se rend à une réunion publique à Voiron le 17 avril 1910 où il meurt brutalement à l'âge de 70 ans. Il venait de scander à la foule « Ce qu'il faut au pays, c'est moins de politique, ce qu'il lui faut, ce sont des finances saines... ». Soudain, après ces paroles, il s'affaisse, mort. Par un singulier hasard, la ligne électrique de 60 000 volts dont il était l'un des administrateurs est mise sous tension le lendemain de sa mort.
Félix Viallet est inhumé les jours suivants au cimetière Saint-Roch de Grenoble et le 14 mai 1910, une délibération du conseil municipal présidé par son successeur Nestor Cornier attribue à l'avenue de la gare, le nom de Félix Viallet.

## Archives des sociétés
De nos jours, les archives des sociétés de Félix Viallet sont conservées aux Archives départementales de l'Isère par le biais du fonds d'archives de Louis Le Chatelier qui a épousé en 1919 la fille d'Aimé Bouchayer et qui a été administrateur de Bouchayer-Viallet.

## Hommage
L'avenue Félix-Viallet, située à Grenoble et qui relie la gare au centre-ville, a été baptisée à son nom, l'année même de sa mort survenue en 1910.